# Weg durch den Fisch

Marmolata-Südwand mit ungefährem Verlauf der Kletterroute. In der Bildmitte neben dem Pfeil die Felsnische Fisch

Der Weg durch den Fisch ist eine alpine Kletterroute an der Marmolata-Südwand in den Dolomiten. Sie ist 1220 Meter lang (Wandhöhe 920 Meter), hat 37 Seillängen und die Schwierigkeit beträgt frei geklettert UIAA IX-. Der Name rührt von einer Felsnische in der Mitte der Wand, die die Form eines Fisches hat.

## Erstbegehung
Die Route wurde im August 1981 von den beiden Tschechoslowaken Igor Koller und Jindřich Šustr (damals erst 17 Jahre alt) in technischer Kletterei ohne Einsatz von Bohrhaken eröffnet (VII, A1). Aufgrund der außergewöhnlichen Länge, der schlechten Absicherung und des im unteren und oberen Teil brüchigen Felses zählt sie zu den anspruchsvollsten Kletterrouten der Alpen.
Die Erstbegehung gilt als Meilenstein der Klettergeschichte, da erstmals eine extreme Führe ohne Bohrhaken begangen wurde.

## Weitere Begehungen

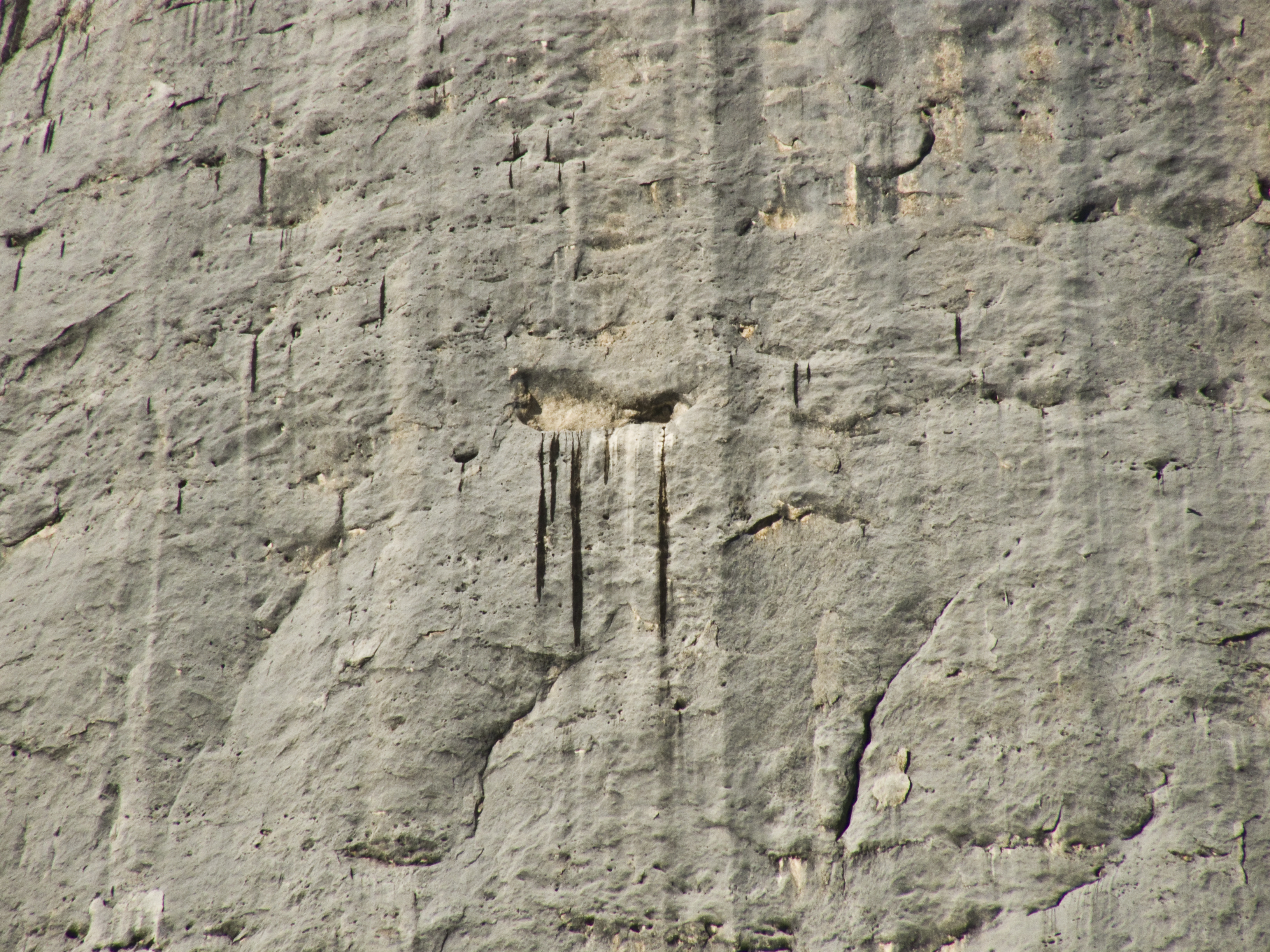
Detailaufnahme der Felsnische

Die erste Wiederholung der Route gelang 1984 Luisa Iovane zusammen mit ihrem Lebensgefährten Heinz Mariacher. Ihm gelang dann 1987 zusammen mit Bruno Pederiva die erste Rotpunktbegehung. Maurizio Giordani konnte 1990 die Route Solo bezwingen, wobei er insgesamt in 9 Seillängen eine Selbstsicherung benötigte. Die erste Onsight-Begehung konnten 1992 die Südtiroler Roland Mittersteiner und Hanspeter Eisendle für sich verbuchen. Christoph Hainz kletterte die Tour 1992 ebenfalls Onsight.
Am 29. April 2007 gelang dem damals erst 23-jährigen Hansjörg Auer eine Free-Solo-Begehung der Route. Er benötigte hierfür nur zwei Stunden und 55 Minuten (eine normale Zweierseilschaft benötigt in der Regel zwei Tage für die Begehung). Die Vorbereitung auf seinen Versuch bestand aus dem Abseilen über die Route einen Tag zuvor, bei welchem er sich die Schlüsselstellen einprägte.